# Disney Jr.
A Disney Jr. Közép- és Kelet-Európa gyerektévé, melyet a Disney-ABC Television Group működtet. Célközönsége főként a 8 év alatti gyermekekre épül. A csatorna a közép- és kelet-európai régió tagja, melynek Románia és Bulgária, Lengyelország, Magyarország és Csehország a tagjai.

## Történet
A Disney Junior 2015. július 1-jén indult Magyarországon. Célja a 8 év alatti gyermekek szórakoztatása és megtanítani őket olyan dolgokra, mint a számolás. Először csak műsorblokként indult a Disney Channel-en, ahol régi rajzfilmek kerültek adásba: ezek között volt a Lilo és Stitch, a Kacsamesék, A gumimacik, a Chip és Dale – A Csipet Csapat és az Aladdin. A jelenleg is műsoron látható sorozatok, mint a Szófia hercegnő is látható volt a csatornán. Hétvégente klasszikus Disney-filmek is mentek, mint a Pocahontas és A kis hableány.
A csatorna több új sorozatot hozott az indulásával, mint pl. a Cili seriff és a vadnyugat vagy a Miles a jövőből. 2015. augusztus 25-étől 16:9-es felbontásban sugároz. A tervek szerint 2017. október 12-én kivonult volna a csatorna Magyarországról, de hivatalosan csak majdnem 2 hónappal később, azaz 2017. december 5-én vonult ki. A megszűnés oka az is, hogy kevés magyarországi szolgáltató vette fel a kínálatába. Ezután, 2022. június 30-ig az M2 gyerekcsatorna műsorblokkjaként működött. A Digi TV műholdas kínálatában megtalálható volt a magyar előfizetők részére román hangvivővel, de ismeretlen okokból 2024 nyarán kikerült a kínálatból.
A csatorna magyar hangjai többek között Joó Gábor, Nádasi Veronika, Sallai Nóra és Berkes Boglárka voltak.

## Műsorok

### Sorozatok
| No. | Magyar cím                               | Eredeti cím                            | Eredeti csatorna                 | Magyar premier     |
| --- | ---------------------------------------- | -------------------------------------- | -------------------------------- | ------------------ |
| 1   | Dr. Plüssi                               | Doc Mcstuffins                         | Disney Junior                    | 2015. július 1.    |
| 2   | Jake és Sohaország kalózai               | Jake and the Neverland Pirates         | Disney Junior                    | 2015. július 1.    |
| 3   | Mickey egér játszótere                   | Mickey Mouse Clubhouse                 | Disney Junior                    | 2015. július 1.    |
| 4   | Szófia hercegnő                          | Sofia the First                        | Disney Junior                    | 2015. július 1.    |
| 5   | Miles a jövőből                          | Miles From Tomorrowland                | Disney Junior                    | 2015. július 1.    |
| 6   | Ölelörny Henry                           | Henry Hugglemonster                    | Disney Junior                    | 2015. július 1.    |
| 7   | Calimero                                 | Calimero                               | Disney Junior                    | 2015. július 1.    |
| 8   | Cili seriff és a vadnyugat               | Sheriff Callie's Wild West             | Disney Junior                    | 2015. július 1.    |
| 9   | Lilo és Stitch                           | Lilo & Stitch: The Series              | Disney Channel                   | 2015. július 1.    |
| 10  | Kacsamesék                               | Ducktales                              | Syndication                      | 2015. július 1.    |
| 11  | A gumimacik                              | Disney's Adventures of the Gummi Bears | NBC, ABC, Syndication            | 2015. július 1.    |
| 12  | Chip és Dale – A Csipet Csapat           | Chip 'n Dale Rescue Rangers            | Disney Channel, Sydnication      | 2015. július 1.    |
| 13  | Zou                                      | Zou                                    | Disney Junior                    | 2015. július 1.    |
| 14  | Limon és Oli                             | Sizinkiler: Çatlak Yumurtalar          | Disney Junior                    | 2015. július 1.    |
| 15  | Art Attack                               | Art Attack                             | Disney Junior                    | 2015. július 1.    |
| 16  | Aladdin                                  | Aladdin                                | Disney Channel, Sydnication, CBS | 2015. október 5.   |
| 17  | Dzsungel könyve                          | Jungle Cubs                            |                                  | 2016. január 18.   |
| 18  | Zümi kalandjai                           | The Hive                               |                                  |                    |
| 19  | Verdanimációk                            | Cars Toon: Mater's Tall Tales          |                                  |                    |
| 20  | Minnie masni boltja                      | Minnie's Bow Toons                     |                                  |                    |
| 21  | Muppet mókák                             | Muppet Moments                         |                                  |                    |
| 22. | Moccanj együtt Mickey-vel                |                                        |                                  |                    |
| 23. | Goldie és Mackó                          | Goldie & Bear                          | Disney Junior                    | 2016. február 13.  |
| 24. | Az Oroszlán őrség                        | The Lion Guard                         | Disney Junior, Disney Channel    | 2016. március. 26  |
| 25. | Pizsihősök                               | PJ Masks                               | Disney Junior                    | 2016. március 26.  |
| 26. | Barátaim: Tigris és Micimackó            | My Friends Tigger & Pooh               | Disney Channel                   | 2017. február 6.   |
| 27. | Mickey és az autóversenyzők              | Mickey and the Roadster Racers         | Disney Junior, Disney Channel    | 2017. április 22.  |
| 28. | Felvétel, csapó Lexi!                    | Disney Lights, Camera, Lexi            | Disney Junior                    | 2017. július 10.   |
| 29. | Kutyapajtik                              | Puppy Dog Pals                         | Disney Junior                    | 2017. október 9.   |
| 30. | Vampirina                                | Vampirina                              | Disney Junior                    | 2017. október 28.  |
| 31. | P. King Duckling *ismeretlen magyar cím. | P. King Duckling                       | Disney Junior                    | 2017. november 20. |
| 32. | Kis Einsteinek                           | Little Einsteins                       | Playhouse Disney/Disney Junior   |                    |

### Filmek
| No. | Magyar cím                                   | Eredeti cím                                 | Magyar Premier (Disney Junior) |
| --- | -------------------------------------------- | ------------------------------------------- | ------------------------------ |
| 1   | Hamupipőke 2. – Az álmok valóra válnak       | Cinderella II: Dreams Come True             | 2015. július 5.                |
| 2   | Hamupipőke 3. – Elvarázsolt múlt             | Cinderella III: A Twist in Time             | 2015. július 12.               |
| 3   | A Szépség és a Szörnyeteg                    | Beauty and the Beast                        | 2015. július 19.               |
| 4   | A kis hableány                               | The Little Mermaid                          | 2015. július 26.               |
| 5   | A kis hableány 3. – A kezdet kezdete         | The Little Mermaid 3: Ariel's New Beginning | 2015. augusztus 2.             |
| 6   | Pocahontas                                   | Pocahontas                                  | 2015. augusztus 9.             |
| 7   | Tigris színre lép                            | The Tigger Movie                            | 2015. augusztus 16.            |
| 8   | Micimackó kalandjai                          | The Many Adventures of Winnie The Pooh      | 2015. augusztus 23.            |
| 9   | Micimackó: Tavaszolás Zsebibabával           | Winnie the Pooh: Springtime with Roo        | 2015. augusztus 30.            |
| 10  | Micimackó és a Zelefánt                      | Pooh's Heffalump Movie                      | 2015. szeptember 6.            |
| 11  | Aladdin                                      | Aladdin                                     | 2015. október 4.               |
| 12  | Aladdin 2. – Aladdin és Jafar                | Return of Jafar                             | 2015. október 11.              |
| 13  | Aladdin 3. – Aladdin és a tolvajok fejedelme | Aladdin and the King of Thieves             | 2015. október 18.              |
| 14  | Az oroszlánkirály                            | The Lion King                               | 2016. március 5.               |
| 15  | Az oroszlánkirály 2. – Simba büszkesége      | The Lion King: Simba's Pride                | 2016. február 6.               |
| 16  | Az oroszlánkirály 3. – Hakuna Matata         | The Lion King: Hakuna Matata                | 2016. február 13.              |
| 17  | Bambi 2. – Bambi és az erdő hercege          | Bambi II                                    | 2016. március 28.              |
| 18  | Susi és Tekergő 2. – Csibész, a csavargó     | Lady and the Tramp II: Scamp's Adventure    | 2016. április 3.               |